# NGC 584
NGC 584 je galaksija u zviježđu Kit.

## Vanjske poveznice
- SEDS: NGC 0584